# Rene Russo
Rene Marie Russo (Burbank, Kalifornia, 1954. február 17. –) amerikai színésznő, filmproducer és modell.
Pályafutását divatmodellként kezdte az 1970-es években, többek között feltűnt a Vogue vagy a Cosmopolitan címlapján. Színészként 1989-ben debütált A nagy csapat című vígjátékban, az 1990-es évek során olyan filmekkel vált ismertté, mint a Halálos fegyver 3. (1992), a Célkeresztben (1993), a Vírus (1995), a Szóljatok a köpcösnek! (1995), a Váltságdíj (1996), a Halálos fegyver 4. (1998) és A Thomas Crown-ügy (1999).

## Élete és pályafutása
Rene Russo Kaliforniában született. 1972-ben egy The Rolling Stones koncerten figyeltek fel rá, és modellkedésre biztatták. Ezután New Yorkba költözött, ahol a Ford ügynökség topmodellje lett. Sikeres modellkarrierje során az 1970-es évek végétől az 1980-as évek elejéig minden divatmagazin címlapján felbukkant.
Mint színésznő 1989-ben hívta fel magára Hollywood figyelmét első játékfilmjével, A nagy csapat című vígjátékkal. 1992-ben a Halálos fegyver 3. című akciófilmben Mel Gibsonnal és Danny Gloverrel játszott és az 1998-as negyedik részbe is visszatért. Az 1994-es Célkeresztben című, Clint Eastwood és John Malkovich társaságában készült filmjéért nagy elismerést kapott. 1995-ben a Vírus című katasztrófafilmben egy orvosnőt játszott, Dustin Hoffman és Morgan Freeman partnereként. Következő filmje Elmore Leonard bestsellerének filmváltozata, a Szóljatok a köpcösnek! (1995) című vígjáték volt. A filmet Barry Sonnenfeld rendezte, Russo mellett John Travolta, Gene Hackman és Danny DeVito főszereplésével.
Komikusi vénája megmutatkozott az 1996-os Fejjel a falnak című vígjátékban, Kevin Costnerrel közösen. Még ebben az évben drámai szerepet is kapott – ő volt Kate Mullen, az elrabolt kisfiú édesanyja Ron Howard Váltságdíj című thrillerjében, amelynek főszerepét Mel Gibson alakította.
Kiemelkedő alakítást nyújtott A Thomas Crown-ügy (1999) című filmben, Pierce Brosnan társaként. 2002-ben a Showtime – Képtelen és végtelen című vígjátékban Robert De Niróval és Eddie Murphyvel együtt szerepelt. 2005-ben Dennis Quaid oldalán feltűnt Raja Gosnell az Enyém, tiéd, miénk című családi vígjátékában, amely egy 1968-ban készült film átdolgozása.
A 2005-ben bemutatott Enyém, tiéd, miénk című családi vígjáték főszerepe után fél évtizedre visszavonult a filmvászonról. 2011-ben tér vissza a címszereplő anyjaként a Thor című szuperhősfilmben. Frigga szerepét a Thor: Sötét világ (2013) és a Bosszúállók: Végjáték (2019) című filmekben is eljátszotta. 2014-ben szerepet kapott az Éjjeli féreg című bűnügyi thrillerben, mellyel Szaturnusz-díjat nyert legjobb női mellékszereplőként, valamint hasonló kategóriában BAFTA-díjra is jelölték. Egyéb, a 2010-es években megjelent filmjei közé tartozik A kezdő (2015), a Csak most kezdődik (2017) és a Bársony körfűrész (2019).

## Filmográfia

### Film
| Év   | Magyar cím                      | Eredeti cím                            | Szerep                   | Magyar hang       |
| ---- | ------------------------------- | -------------------------------------- | ------------------------ | ----------------- |
| 1989 | A nagy csapat                   | Major League                           | Lynn Wells               | Csere Ágnes       |
| 1990 | Mr. Végzet                      | Mr. Destiny                            | Cindy Jo Bumpers/Burrows | Kiss Erika        |
| 1990 | Mr. Végzet                      | Mr. Destiny                            | Cindy Jo Bumpers/Burrows | Németh Kriszta    |
| 1991 | Egy jó zsaru                    | One Good Cop                           | Rita Lewis               | Földes Katalin    |
| 1992 | Szabad préda                    | Freejack                               | Julie Redlund            | Tóth Enikő        |
| 1992 | Halálos fegyver 3.              | Lethal Weapon 3                        | Lorna Cole               | Orosz Helga       |
| 1993 | Célkeresztben                   | In the Line of Fire                    | Lilly Raines             | Farkasinszky Edit |
| 1994 | A nagy csapat 2.                | Major League II                        | Lynn Wells (cameo)       | Csere Ágnes       |
| 1994 | A nagy csapat 2.                | Major League II                        | Lynn Wells (cameo)       | Kökényessy Ági    |
| 1995 | Vírus                           | Outbreak                               | Robby Keough             | Tóth Éva          |
| 1995 | Szóljatok a köpcösnek!          | Get Shorty                             | Karen Flores             | Timkó Eszter      |
| 1995 | Szóljatok a köpcösnek!          | Get Shorty                             | Karen Flores             | Vándor Éva        |
| 1996 | Fejjel a falnak                 | Tin Cup                                | Dr. Molly Griswold       | Kovács Nóra       |
| 1996 | Váltságdíj                      | Ransom                                 | Kate Mullen              | Kovács Nóra       |
| 1997 | Majomszeretet                   | Buddy                                  | Gertrude Lintz           | Götz Anna         |
| 1998 | Halálos fegyver 4.              | Lethal Weapon 4                        | Lorna Cole               | Orosz Helga       |
| 1999 | A Thomas Crown-ügy              | The Thomas Crown Affair                | Catherine Olds Banning   | Kovács Nóra       |
| 2000 | Rocky és Bakacsin kalandjai     | The Adventures of Rocky and Bullwinkle | Natasha Fatale           | Kovács Nóra       |
| 2002 | Showtime – Végtelen és képtelen | Showtime                               | Chase Renzi              | Kovács Nóra       |
| 2002 | Totál káosz                     | Big Trouble                            | Anna Herk                | Bencze Ilona      |
| 2005 | Pénz beszél                     | Two for the Money                      | Toni Morrow              | Kovács Nóra       |
| 2005 | Enyém, tiéd, miénk              | Yours, Mine and Ours                   | Helen North              | Hegyi Barbara     |
| 2011 | Thor                            | Thor                                   | Frigga                   | Kováts Adél       |
| 2013 | Thor: Sötét világ               | Thor: The Dark World                   | Frigga                   | Kováts Adél       |
| 2014 | Éjjeli féreg                    | Nightcrawler                           | Nina Romina              | Tóth Enikő        |
| 2015 |                                 | Frank and Cindy                        | Cindy                    |                   |
| 2015 | A kezdő                         | The Intern                             | Fiona                    | Csere Ágnes       |
| 2017 | Csak most kezdődik              | Just Getting Started                   | Suzie Quinces            | Kovács Nóra       |
| 2019 | Bársony körfűrész               | Velvet Buzzsaw                         | Rhodora Haze             |                   |
| 2019 | Bosszúállók: Végjáték           | Avengers: Endgame                      | Frigga                   | Kováts Adél       |

### Televízió
| Év        | Cím   | Szerep       | Megjegyzések |
| --------- | ----- | ------------ | ------------ |
| 1987–1988 | Sable | Eden Kendell | 7 epizód     |

## Fontosabb díjak és jelölések
| Díj                     | Kategória                              | Jelölt mű                   | Év   | Eredmény |
| ----------------------- | -------------------------------------- | --------------------------- | ---- | -------- |
| BAFTA-díj               | legjobb női mellékszereplő             | Éjjeli féreg                | 2015 | Jelölve  |
| Screen Actors Guild-díj | legjobb szereplőgárda (mozifilm)       | Szóljatok a köpcösnek!      | 1996 | Jelölve  |
| Szaturnusz-díj          | legjobb női mellékszereplő             | Szabad préda                | 1993 | Jelölve  |
| Szaturnusz-díj          | legjobb női mellékszereplő             | Éjjeli féreg                | 2015 | Elnyerte |
| MTV Movie Awards        | legjobb csók (Mel Gibsonnal megosztva) | Halálos fegyver 3.          | 1993 | Jelölve  |
| Arany Málna díj         | Legrosszabb női mellékszereplő         | Rocky és Bakacsin kalandjai | 2001 | Jelölve  |

## Fordítás
- Ez a szócikk részben vagy egészben  a   Rene Russo című angol Wikipédia-szócikk ezen változatának fordításán alapul.  Az eredeti cikk szerkesztőit annak laptörténete sorolja fel. Ez a jelzés csupán a megfogalmazás eredetét és a szerzői jogokat jelzi, nem szolgál a cikkben szereplő információk forrásmegjelöléseként.